# Idaea dasypus
Idaea dasypus là một loài bướm đêm trong họ Geometridae.